# Deidamia (opera)
Deidamia (HWV 42) var Georg Friedrich Händels sidste italienske opera. Librettoen blev skrevet af Paolo Antonio Rolli.

## Opførelseshistorie
Operaen blev uropført den 10. januar 1741 på Lincoln's Inn Fields Theatre i London. Operaen blev opnåede kun tre forestillinger, da offentligheden på dette tidspunkt var ved at blive træt af italiensk opera. Händel skulle derfor senere koncentrere sig om at komponere oratorier. Operaen er blevet genopsat i 1950'erne og bliver lejlighedsvis spillet på operahuse. Operaen er blevet indspillet på plade.

## Roller
| Rolle                                                              | Stemmetype                                        | Originalbesætning, 10. januar 1741 (Dirigent: -) |
| ------------------------------------------------------------------ | ------------------------------------------------- | ------------------------------------------------ |
| Deidamia, Licomedes datter                                         | Sopran                                            |                                                  |
| Nerea, Deidamias ven                                               | Sopran                                            |                                                  |
| Achille (Achilles),i kvindetøj, med det påtagede navn Pirra        | Sopran                                            |                                                  |
| Ulisse (Odysseus), Konge af Ithaca, med det påtagede navn Antiloco | kontratenor eller alt (skrevet for kastratsanger) |                                                  |
| Fenice,konge af Argos                                              | Bas                                               |                                                  |
| Licomede (Lycomedes), konge af Skyros                              | Bas                                               |                                                  |

## Synopsis
Operaen er baseret på græsk mytologi, hvor figuren Deidamia, der var datter af kong Lycomedes af Skyros, fik et barn med af Achilles.

## E-bog
- Partituret til Deidamia Arkiveret 10. december 2012 hos  hos Archive.is (ed. Friedrich Chrysander, Leipzig 1885)